# .gd

.gd는 그레나다의 인터넷 국가 코드 최상위 도메인이다.

## 2013년 3월 .vg, .tc 및 .gd 레지스트리 소유권에 대한 분쟁
고 대디와 같은 도메인 이름 등록 기관은 2013년 3월부터 .vg, .tc 및 .gd 도메인 이름에 대한 신규 등록 수락을 중단했다. 이는 AdamsNames Ltd.의 소유권 및 통제권을 둘러싼 분쟁의 결과이다. 해당 최상위 도메인에 대해 IANA의 공인 등록소이다. AdamsNames Ltd.의 전 파트너는 새로운 공인 레지스트리라고 주장하는 새로운 회사 Meridian Ltd.를 설립했다.

## 2013년 5월 .gd 영역 동결
NTRC(National Telecommunications Regulatory Commission)는 2013년 5월 1일부터 nicGD로 운영되는 KSRegistry의 관리 하에 .gd 영역을 이동하기로 결정했다. 이는 영역의 무결성을 보장하고 제어 및 관리 상태를 유지하기 위한 것이었다. NTRC의 책임하에. KSRegistry는 해당 영역을 인수한 결과 분쟁 중에 발생할 수 있는 모든 불일치를 해결해야 했으며 2013년 5월 21일까지 해당 영역의 변경을 동결하기로 결정했다. 그 이후로 해당 영역은 새로운 정책으로 다시 열렸다.